# طفل تونغ

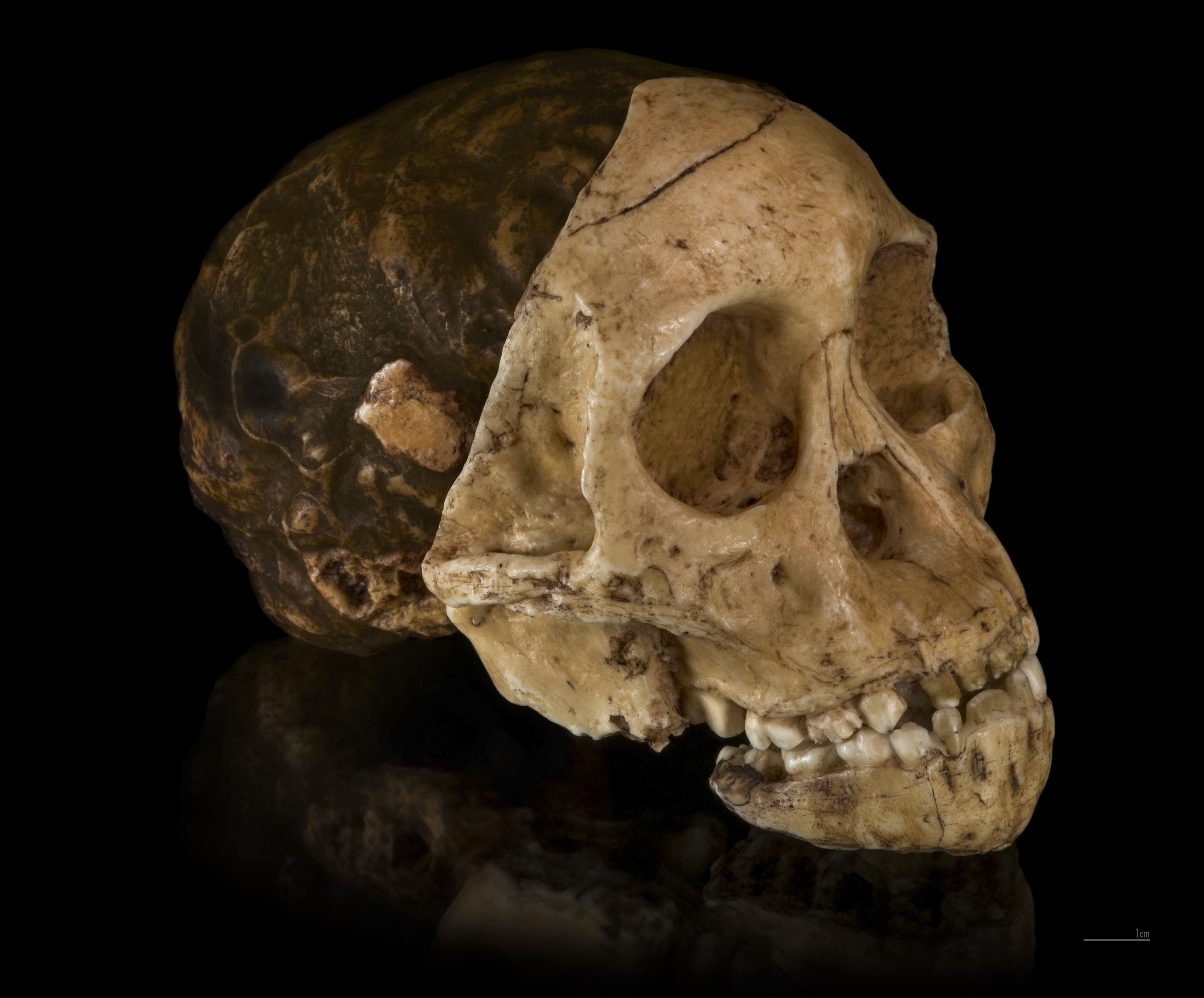
أحفورة طفل تونغ

طفل تونغ (بالإنجليزية: Taung Child)‏ هي أحفورة جمجمة لإنسان الأسترالوبيثيكوس، تم اكتشافه في عام 1924 من قِبل عُمال المحاجر الذين يعملون لحِساب شركة لايم الشمالية في مدينة تاونج في جنوب أفريقيا. وصف ريموند دارت ذلك كنوع جديد في مجلة نيتشر في عام 1925.
جمجمة تونج توجد حالياً في مستودع جامعة ويتواترسراند. العالِمة دين فالك المتخصصة في تطور الدماغ، أطلقت على الأحفورة «حفرية الأنثروبولوجي الأكثر أهمية في القرن العشرين».